# Адмета
Адмета в древногръцката митология може да се отнася до:
1. океанида, приятелка на Персефона
2. дъщеря на Евристей, за която Херкулес трябвало да вземе пояса на царицата на амазонките Хиполита.[1]